# 몬스터 열전 오레카 배틀
몬스터 열전 오레카 배틀은 2012년 3월 22일에 출시한 코나미의 트레이딩 카드 게임이다. 2014년 4월 7일부터 2015년 3월 30일까지 TV 도쿄 계열에서 TV 애니메이션으로 방영되었다.